# Iberiskt svin

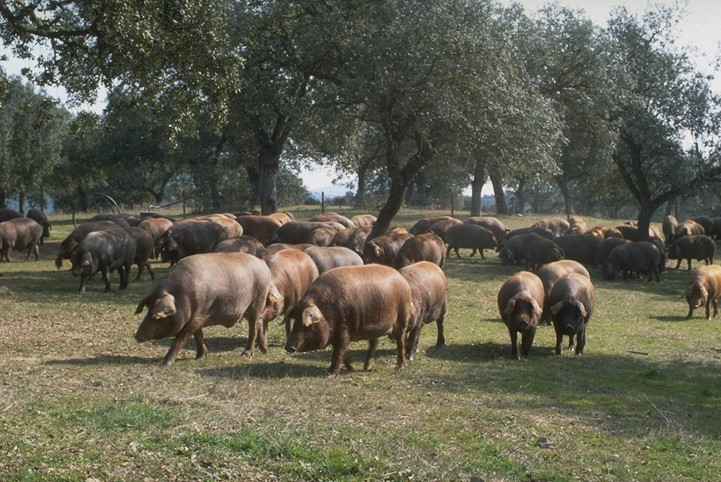
Frigående iberiska svin i södra Spanien.

Iberiskt svin eller Iberisk gris (spanska: cerdo ibérico, portugisiska: porco de raça alentejana) är ett tamsvin (Sus scrofa domesticus) från den iberiska halvön. Rasen tros vara mer än 400 år gammal och benämns också Sus mediterraneus. 
Grisen är svart med svarta klövar. Den föds främst upp i södra Spanien och längs gränsen till Portugal. Rasen växer långsamt och har dåliga reproduktionsegenskaper och kraftigt  underhudsfett men den ger välsmakande charkuterier på grund av den stora andelen intramuskulärt fett i köttet. Den utfodras vanligen med 
ekollon före slakt. Ollonens innehåll av omättade fettsyror påverkar sammansättningen av grisens fett och ger köttet en karaktäristisk nötsmak.
Pata negra (spanska: jamón ibérico, portugisiska:  presunto ibérico) anses vara en av världens bästa skinkor. Den finns i flera olika kvaliteter beroende på hur grisen har fötts upp och den högsta kvaliteten bellotta fås från frigående grisar som endast har ätit ekollon och örter de sista tre månaderna före slakt.
Grisar som används till pata negra skall vara minst 11 månader gamla med en slaktvikt om minst 140 kg. Skinkorna väger typiskt 12–18 kg och har ett fettskikt om 7–23 mm. 
Iberiska svin har exporterats till USA där de uppföds på cashew- och jordnötter.